# Anthony van den Hurk
Anthony Edsel Johannes van den Hurk (Veghel, Países Bajos, 19 de enero de 1993) es un futbolista profesional neerlandés que juega como delantero en el Roda JC Kerkrade de la Eerste Divisie. Anteriormente jugó para MVV Maastricht, FC Den Bosch, FC Eindhoven y De Graafschap en la Eredivisie de Países Bajos.

## Selección nacional
Nacido en los Países Bajos, representa a la selección de fútbol de Curazao. Debutó en la victoria por 5-0 en la clasificación para la Copa Mundial de la FIFA 2022 sobre San Vicente y las Granadinas el 25 de marzo de 2021, anotando el segundo gol en el minuto 17.
El 6 de junio de 2022 anotó su segundo gol internacional en la victoria contra Honduras en la Liga de Naciones de la Concacaf.

## Clubes
| Club                   | País         | Año       | Partidos | Goles |
| ---------------------- | ------------ | --------- | -------- | ----- |
| FC Den Bosch           | Países Bajos | 2012-2013 | 3        | 0     |
| FC Eindhoven           | Países Bajos | 2013-2016 | 80       | 25    |
| De Graafschap          | Países Bajos | 2016-2018 | 53       | 19    |
| MVV Maastricht         | Países Bajos | 2018-2020 | 65       | 32    |
| Helsingborgs IF        | Suecia       | 2020-2022 | 72       | 32    |
| Çaykur Rizespor        | Turquía      | 2022-2023 | 13       | 3     |
| Górnik Zabrze (cedido) | Polonia      | 2023      | 6        | 1     |
| Helmond Sport          | Países Bajos | 2023-2025 | 59       | 19    |
| Roda JC Kerkrade       | Países Bajos | 2025-     |          |       |